# Keman
Keman is een bestuurslaag in het regentschap Ogan Komering Ilir van de provincie Zuid-Sumatra, Indonesië. Keman telt 2220 inwoners (volkstelling 2010).